# Théâtre de Babylone
Le théâtre de Babylone est une ancienne salle de spectacles parisienne située 38, boulevard Raspail dans le 7e arrondissement, dans les anciens bureaux de la revue Le Sillon de Marc Sangnier.

## Histoire
Fondé par Jean-Marie Serreau, le théâtre est géré par une coopérative ouvrière comprenant Jean-Marie Serreau, Max Barrault (frère de Jean-Louis Barrault), Maurice Cazeneuve, Philippe Grenier, Éléonore Hirt, Maurice Jarre, Claude Morel. 
Suzanne Cloutier, devenue copropriétaire, produit En attendant Godot de Samuel Beckett. 
Le théâtre ouvre le 22 mai 1952 avec un spectacle composé de La Jarre de Luigi Pirandello et Spartacus d'Aldebert, jouées en alternance avec Méfie-toi, Giacomino de Luigi Pirandello avec Jean-Marie Serreau, Michel Piccoli, Éléonore Hirt.
En septembre, deux pièces d'August Strindberg sont présentées : La Maison brûlée, mise en scène Frank Sundström, avec Jacqueline Sundström et Mademoiselle Julie avec François Chaumette et Éléonore Hirt.
Le 3 janvier 1953, Roger Blin crée En attendant Godot de Samuel Beckett avec Lucien Raimbourg, Pierre Latour, Jean Martin et Serge Lecointe et Roger Blin dans le rôle de Pozzo. La pièce rencontre un succès critique et public, et est jouée la saison suivante.
En, 1953, Jean-Marie Serreau met en scène Tous contre tous d'Arthur Adamov, avec Laurent Terzieff puis, en 1954,  Si Camille me voyait de Roland Dubillard, La Rose des vents de Claude Spaak avec France Descaut, et Amédée ou Comment s'en débarrasser d'Eugène Ionesco (création) avec Lucien Raimbourg.
Face aux difficultés financières, le théâtre ferme en septembre 1954.